# Kraftwerk Annabrücke
Kraftwerk Annabrücke är ett vattenkraftverk i Österrike.   Det ligger i distriktet Klagenfurt-Land och förbundslandet Kärnten, i den sydöstra delen av landet, 230 km sydväst om huvudstaden Wien. Kraftwerk Annabrücke ligger 406 meter över havet. Det ligger vid sjön Stausee Annabrücke.
Terrängen runt Kraftwerk Annabrücke är kuperad norrut, men söderut är den bergig. Runt Kraftwerk Annabrücke är det ganska glesbefolkat, med 47 invånare per kvadratkilometer.. Närmaste större samhälle är Klagenfurt, 15,1 km nordväst om Kraftwerk Annabrücke. 
I omgivningarna runt Kraftwerk Annabrücke växer i huvudsak blandskog.